# Comarit
Comarit (Compagnie Maritime Maroco-Norvegiènne) war eine marokkanische Reederei mit Sitz in Tanger, die 1984 gegründet wurde. Comarit betrieb mehrere Fährschiffe zwischen Marokko, Spanien, Frankreich und Italien. Im Januar 2012 meldete die Reederei Insolvenz an und wurde später aufgelöst.

## Geschichte
Comarit wurde 1984 in Tanger als Tochtergesellschaft von Fred. Olsen & Co. gegründet. Anfangs besaß die Reederei nur ein einziges, gebraucht angekauftes Schiff. Erst ab 1988 wurde die Flotte von Comarit durch weitere Ankäufe erweitert.
Comarit setzte seine Schiffe zwischen Marokko, Spanien, Frankreich und Italien ein. Die Reederei betrieb fünf verschiedene Routen: Von Algeciras nach Tanger, von Tarifa nach Tanger, von Genua nach Tanger, von Sète nach Tanger und von Nador nach Almería.
Die Flotte von Comarit bestand zuletzt aus fünf eigenen Schiffen. Außerdem wurden in den letzten Jahren auch vermehrt Schiffe von anderen Reedereien für meist kurze Zeiträume gechartert. Im Januar 2012 stellte die Reederei den Betrieb ein, nachdem sie Insolvenz anmelden musste. Im Mai 2012 wurde Comarit nach 28 Jahren aufgelöst.

## Passagierschiffe
| Jahr        | Name        | Tonnage    | Werft                                  | Status/Schicksal |
| 1984 (1971) | Bismillah   | 5.213 BRT  | Ulstein Mekaniske Verksted, Ulsteinvik | gebaut als Buenavista, 2006 verkauft, 2008 verschrottet                                                             |
| 1988 (1974) | Boughaz     | 5.286 BRT  | Meyer Werft, Papenburg                 | gebaut als Viking 5, 2015 verschrottet                                                                              |
| 1996 (1975) | Banasa      | 5.170 BRT  | Helsingør Skibsværft, Helsingør        | gebaut als Mette Mols, als Moby Kiss in Fahrt                                                                       |
| 2002 (1976) | Berkane     | 20.079 BRT | Dubigeon-Normandie, Nantes             | gebaut als Napoleon, 2015 verschrottet                                                                              |
| 2003 (1980) | Biladi      | 18.913 BRT | Dubigeon-Normandie, Nantes             | gebaut als Liberte, 2013 verschrottet                                                                               |
| 2003 (1974) | Sara I      | 4.371 BRT  | Schichau Unterweser, Bremerhaven       | gebaut als Djursland II, mit Unterbrechungen bis 2005 von El Salam Shipping & Trading gechartert, 2010 verschrottet |
| 2007 (1973) | Badis       | 12.281 BRT | Wärtsilä, Turku                        | gebaut als Bore I, 2007 gechartert, 2021 verschrottet                                                               |
| 2009 (1975) | Primrose    | 12.046 BRT | Cockerill-Sambre, Antwerpen            | gebaut als Princesse Marie-Christine, 2009 von Transeuropa Ferries gechartert, 2011 verschrottet                    |
| 2009 (1981) | Rostock     | 17.046 BRT | Wärtsilä, Turku                        | gebaut als Travemünde, bis 2010 von Scandlines gechartert, als Wasa Express in Fahrt                                |
| 2010 (2000) | Highspeed 2 | 2.869 BRT  | Austal, Fremantle                      | 2010 in Bissat umbenannt, 2012 verkauft, als Detroit Jet in Fahrt                                                   |
| 2010 (2000) | Highspeed 3 | 2.926 BRT  | Austal, Fremantle                      | 2010 in Boraq umbenannt, seit 2012 aufgelegt                                                                        |
| 2010 (1978) | Eurovoyager | 6.707 BRT  | Cockerill-Sambre, Antwerpen            | gebaut als Prins, 2010 von Transeuropa Ferries gechartert, 2012 verschrottet                                        |
| 2010 (1980) | Oleander    | 7.951 BRT  | Schichau Unterweser, Bremerhaven       | gebaut als Pride of Free Enterprise, bis 2012 von Transeuropa Ferries gechartert, 2015 verschrottet                 |